# Thomas Cajetanus
För helgonet med samma namn, se Gaetano av Thiene.

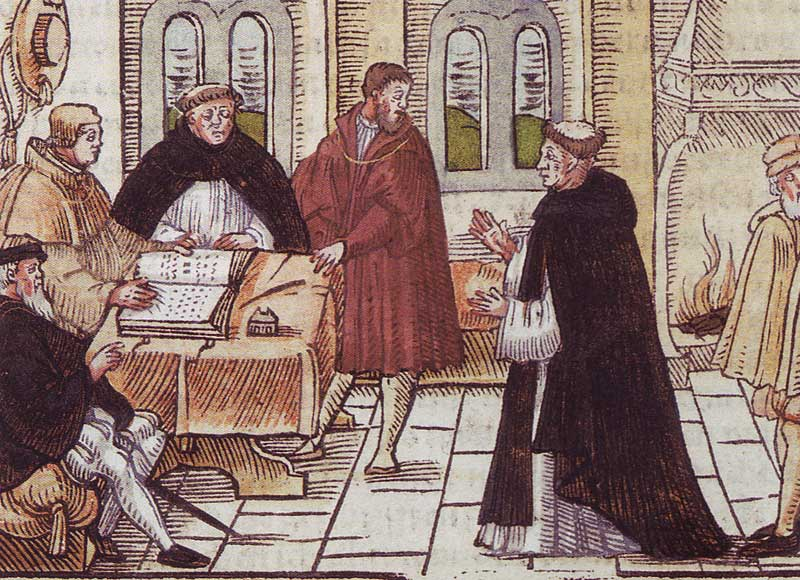
Mötet mellan Cajetanus (till vänster) och Martin Luther (till höger).

Thomas Cajetanus, även Tommaso de Vio Gaetani eller Cajetano, född som Giacomo Vio den 20 februari 1469 i Gaeta, Italien, död 9 augusti 1534 i Rom, var en italiensk kardinal, dominikan, filosof, teolog och exeget. Kardinal Cajetanus är mest känd för sin kamp mot Martin Luther och den protestantiska reformationen under den tid han var påvens diplomat i Wittenberg. Han var samtida med helgonet Gaetano av Thiene, som ibland också kallas Cajetanus.

## Biografi
Född i en adlig familj i kungariket Neapel, inträdde han i dominikanorden vid femton års ålder, och antog då namnet Thomas Cajetanus; efternamnet är härlett från hans födelsestad. Som ordensbroder ägnade han sig åt studier av Thomas av Aquinos skrifter. Vid trettio års ålder var han professor i teologi vid universitetet i Padua, och blev 1494 vida berömd för en offentlig disputation med Pico della Mirandola i Ferrara. 1508–1518 var han dominikanordens högste general.
När han försvarade påven mot besluten vid konciliet i Pisa fördömdes han av Sorbonne, och Ludvig XII av Frankrike beordrade att hans böcker skulle brännas på bål. År 1517 utnämnde påven Leo X honom till kardinalpräst med San Sisto Vecchio som titelkyrka och året därpå vigdes han till ärkebiskop av Palermo. Han hade då, bland annat genom sin skrift Tractatus de Comparatione auctoritatis Papeœ et conciliorum ad invicem, spelat en avgörande roll för påvens ställningstagande vid femte Laterankonciliet samt erkänt papalismen och påvens ofelbarhet.
År 1518 sändes han till Augsburg som apostolisk legat för att överlämna ett svärd som påven välsignat till kejsar Maximilian I, och föra underhandlingar med denne och kungen av Danmark om ett förbund mot turkarna. 1519 deltog han i valet av Karl V till tysk-romersk kejsare. Till de andra uppdrag som hade anförtrotts åt honom, var att möta Martin Luther, men detta blev ett misslyckande för Cajetanus. Luther svarade honom på samma principfasta sätt som han skulle ha svarat den heliga stolen. 
Påven Hadrianus VI sände honom vidare till Ungern 1523, men han kallades av den nye påven Clemens VII tillbaka till Rom följande år för att vara dennes rådgivare. Likt andra kyrkans män greps Cajetanus under Sacco di Roma 1527, och släpptes mot borgen som uppgick till en förmögenhet, som han tvingades låna. Hans sista offentliga uppträdande var den 23 mars 1534, då han och arton andra kardinaler ställde sig bakom påven när denne förklarade äktenskapet mellan Henrik VIII och Katarina av Aragonien vara giltigt.
Thomas Cajetanus är begravd i Santa Maria sopra Minerva.